# السرب 140 (إسرائيل)
تشكل السرب 140 التابع للقوات الجوية الإسرائيلية، المعروف أيضاً باسم سرب النسر الذهبي (بالعبرية:טייסת נשר הזהב)، في أغسطس 1950. وهو سرب مقاتلات إف-35 لايتنيغ الثانية في قاعدة نفاطيم الجوية.
كان السرب يُحلق سابقاً بمقاتلات طراز إف-16 إيه/بي، حُلّ السرب في 2 أغسطس 2013، كجزء من تخفيضات ميزانية الجيش الإسرائيلي، ووزعت طائراته على السرب 116 (سرب المدافعين عن الجنوب).[بحاجة لمصدر]
في 2015، أُعلنّ أن «سرب النسر الذهبي» سيكون أول سرب في القوات الجوية الإسرائيلية يُحلق بطائرات إف-35 لايتنيغ الثانية (أدير). وقد استلم السرب أول طائرتين منهم في 12 ديسمبر 2016.